# Homodotis amblyterma
Homodotis amblyterma är en fjärilsart som först beskrevs av Edward Meyrick 1931a.  Homodotis amblyterma ingår i släktet Homodotis och familjen mätare. Inga underarter finns listade i Catalogue of Life.